# 화동초등학교 (강원)
화동초등학교는 대한민국 강원특별자치도 정선군 화암면 화암리에 있는 공립 초등학교이다.

## 학교 연혁
- 1923년 7월 31일 화동공립보통학교(4년제 2학급) 개교설립인가 6월 5일
- 1928년 3월 31일 6년제 3학급 개편인가
- 1938년 4월 1일 교명 변경(화동공립심상소학교)
- 1941년 4월 1일 교명 변경(화동공립국민학교)
- 1981년 3월 10일 병설유치원 개원
- 1989년 2월 28일 덕수분교 통합
- 1992년 9월 1일 대동분교 통합
- 1996년 3월 1일 화동초등학교로 변경
- 1998년 3월 1일 상동분교 통합
- 1998년 9월 1일 선동분교 통합
- 2010년 2월 28일 북동분교 통합
- 2021년 1월 13일 제96회 졸업식(남5명, 여5명, 계10명, 연인원 2,736명)
- 2021년 3월 1일 제45대 화동초등학교 조창남 교장선생님 부임
- 2021년 3월 2일 2021학년도 입학식(남2명, 여3명, 계5명)

## 학교 상징
- 교화 - 장미 : 깨끗하고 우아한 꽃으로 여러 사람의 사랑을 받고 있다.
- 교목 - 향나무 : 좋은 향기가 있으며, 비바람에 강하고 항상 푸르게 잘 자란다.

## 참고 자료
- 화동초등학교 - 한국교육학술정보원 학교알리미